# Marijan Kanjer
Marijan Kanjer (Rijeka, 1. listopada 1973. ), hrvatski plivač.
Natjecao se na Olimpijskim igrama 1996. Na 100 metara slobodno osvojio je 40. mjesto, u štafeti 4 x 100 metara slobodno 14., a u 4 x 200 metara slobodno je bio 13. Na OI 2000. na 50 metara slobodno bio je 32., a u štafeti 4 x 100 metara slobodno osvaja 19. mjesto.
Na europskim prvenstvima je osvojio tri brončane medalju u štafeti 4 x 50 metara slobodno (1993. i 1994.) te u štafeti 4 x 50 metara mješovito (1994.). Na Mediteranskim igrama 2001. je osvojio broncu u štafeti 4 x 100 metara slobodnim stilom.
Bio je član riječkog Primorja.